# Noyant-de-Touraine
Noyant-de-Touraine – miejscowość i gmina we Francji, w Regionie Centralnym, w departamencie Indre i Loara.
Według danych na rok 1990 gminę zamieszkiwały 622 osoby, a gęstość zaludnienia wynosiła 45 osób/km² (wśród 1842 gmin Regionu Centralnego Noyant-de-Touraine plasuje się na 591. miejscu pod względem liczby ludności, natomiast pod względem powierzchni na miejscu 949.).